# غانباريون
غانباريون (بالإنجليزية: Ganbarion)، هي شركة يابانية لإنتاج وتطوير ألعاب فيديو، تأسس الشركة سنة 1999، وتقع مقرها في تشو-كو بمحافظة فوكوكا اليابانية.